# Giuseppe Accoramboni
Giuseppe Accoramboni (ur. 24 września 1672 w Preci, zm. 21 marca 1747 w Rzymie) – włoski kardynał.

## Życiorys
Urodził się 24 września 1672 roku w Preci. Studiował na Uniwersytecie w Perugii, gdzie uzyskał doktorat utroque iure. 14 września 1723 roku przyjął święcenia kapłańskie, a następnie został referendarzem Trybunału Obojga Sygnatur. 11 września 1724 roku został tytularnym arcybiskupem Filippi, a dziesięć dni później przyjął sakrę. Jednocześnie został asystentem Tronu Papieskiego. Cztery lata później został arcybiskupem ad personam Imoli. 20 września 1728 roku został kreowany kardynałem prezbiterem i otrzymał kościół tytularny Santa Maria in Traspontina. W 1739 roku zrezygnował z zarządzania diecezją. 11 marca 1743 roku został podniesiony do rangi kardynała biskupa i otrzymał diecezję suburbikarną Frascati. Zmarł 21 marca 1747 roku w Rzymie.